# مارك بريس
مارك بريس (من مواليد 10 مايو 1962) هو مدرب ولاعب كرة قدم بلجيكي سابق يدرب حاليًا نادي آود هيفرلي لوفين في الدوري البلجيكي الممتاز.

## سيرته
انطلقت مسيرته التدريبية في نادي بيرخيم البلجيكي الذي قاده إلى بطولة الدوريين الرابع والثالث البلجيكي. تولى برايس إدارة نادي الدرجة الأولى بيرسخوت إيه سي.
في عامه الأول مع أصغر ميزانية في المسابقة، احتل جيرمينال المركز السابع على الرغم من أن 75 ٪ من المدربين البلجيكيين توقعوا هبوط النادي. في مايو 2005 خلال سنته الثانية، قاد برايس جيرمينال للفوز 1–2 على كلوب بروج في كأس بلجيكا، وهي الجائزة الأولى والوحيدة التي يفوز بها جرمينال في تاريخه. شارك جرمينال في كأس الاتحاد الأوروبي 2005–06 لكنه خرج من أولمبيك مارسيليا بركلات الترجيح.
في عام 2006، درب برايس رويال إكسل موسكرون حيث طرد على الرغم من حصوله على المركز السابع. بعد ذلك درب في هولندا في إف سي آيندهوفن وسيرتوخيمبوس.
في عام 2010 وقع بريس لمدة عامين مع كيه في ميخيلين. في عامه الأول، حقق النادي أعلى مجموع نقاط في تاريخه.
في عام 2012، درَّب برايس نادي الفيصلي السعودي. وصل إلى الدور نصف النهائي من كأس ولي العهد وأصبح الفائز بكأس الخليج بالمجموعة. إلا أنه في موسمه الثاني أقيل وتولى تدريب نادي الرائد في آخر أربع مباريات من المسابقة. تمكن من إبقائهم في الدوري الأول بفوزين وتعادلين.